# Lithoscaptus pardalotus
Lithoscaptus pardalotus is een krabbensoort uit de familie van de Cryptochiridae. De wetenschappelijke naam van de soort is voor het eerst geldig gepubliceerd in 1995 door Kropp.